# JR貨物UF17A形コンテナ

UF17A形コンテナ（UF17Aがたコンテナ）は、日本貨物鉄道（JR貨物）輸送用として籍を編入している12 ft形、5 t積私有コンテナ（冷凍コンテナ）である。

## 概要
本形式の数字部位 「 17 」は、コンテナの容積を元に決定される。このコンテナ容積17 m3の算出は、厳密には端数を四捨五入計算のために、内容積16.5 m3 - 17.4 m3の間に属するコンテナが対象となる
。また形式末尾のアルファベット一桁部位 「 A 」は、コンテナの使用用途（主たる目的または、構造）が 「 非危険物（いわゆる汎用品） 」を表す記号として付与されている。

## 番台毎の概要

### 0番台
片妻一方開き型、分散電源方式（コンテナ毎に発電エンジンを積む方式）の、青函トンネル通過可能型冷凍コンテナである。積載容積を大きくするために、冷凍コンテナでは唯一の『かまぼこ型』屋根が特徴である。このためこのコンテナの上に段積みはできない。旧、東急車輛製造大阪工場で製作された。
1 - 6
函館運送所有。

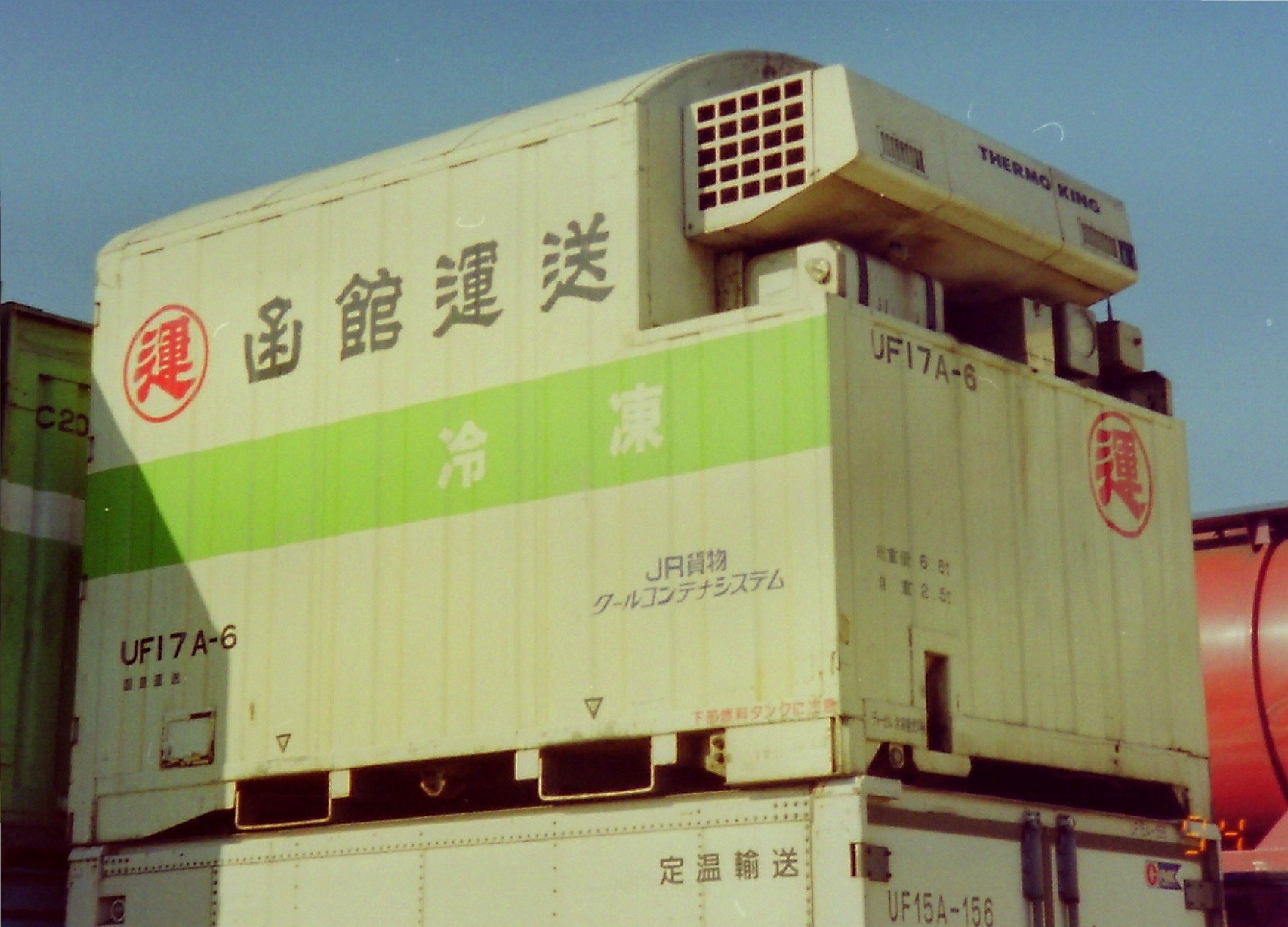
UF17A-6 函館運送所有。 1994年1月16日、大阪貨物ターミナル駅。
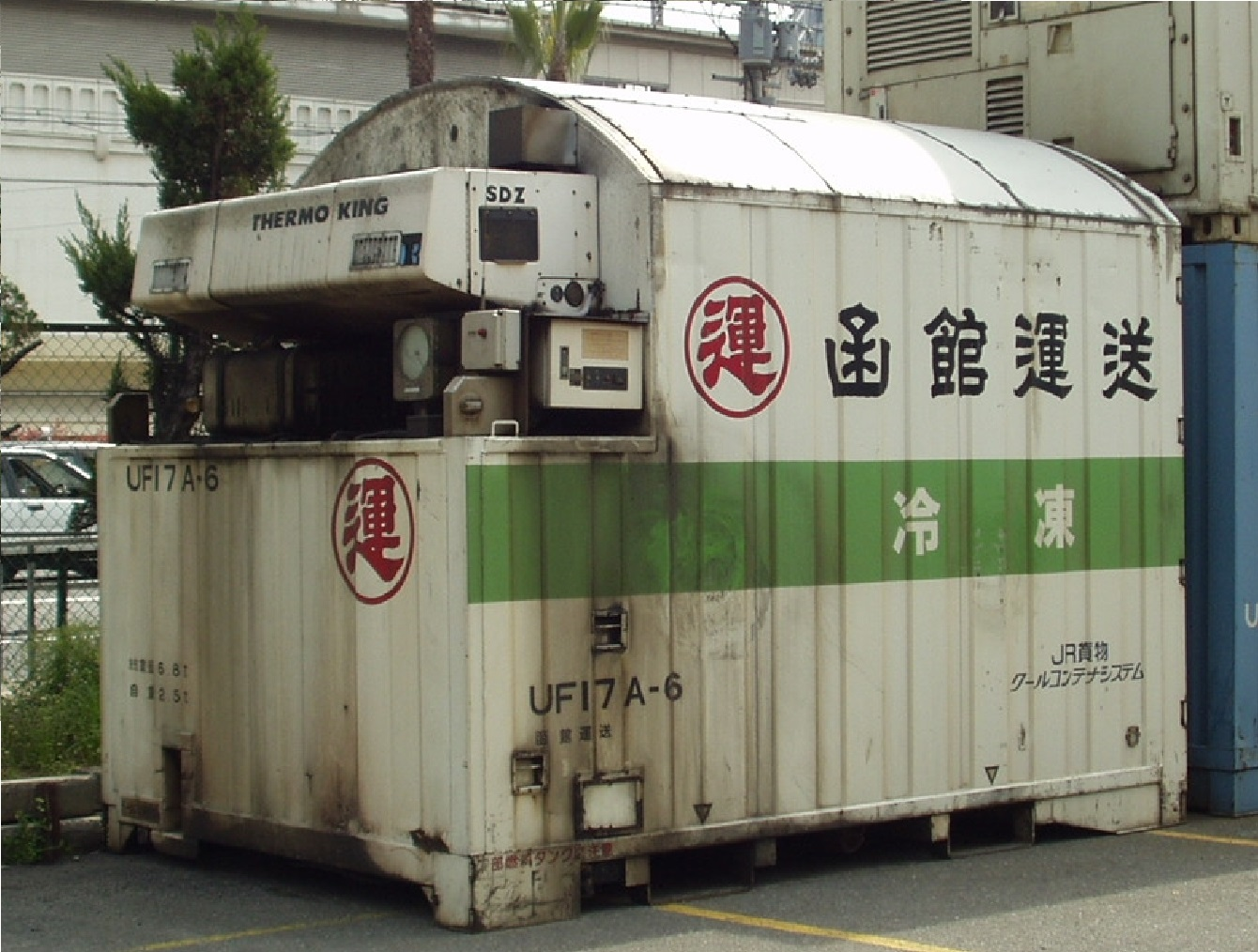
UF17A-6 函館運送所有。 2003年4月7日、元・梅田貨物駅。